# 赤萩町
赤萩町（あかはぎちょう）は、愛知県名古屋市東区の地名。1丁目から3丁目まであった。1981年（昭和56年）9月13日 、同区葵三丁目および筒井三丁目にそれぞれ編入された。

## 地理
東は内山町、西は車道東町、南は西裏町、北は東矢場町・城番町、北東は石神本町に接する。

### 学区
- 中学校 - 名古屋市立あずま中学校
- 小学校 - 名古屋市立葵小学校[5][6][7]

### 人口
国勢調査による人口の推移
| 1950年（昭和25年） | 1440人 |  |
| 1955年（昭和30年） | 1487人 |  |
| 1960年（昭和35年） | 1728人 |  |
| 1965年（昭和40年） | 1641人 |  |
| 1970年（昭和45年） | 1453人 |  |
| 1975年（昭和50年） | 1169人 |  |

## 歴史

### 地名の由来
千種町の字赤萩に由来する。崖を意味する「はけ」の転訛であるという説があり、萩の多く生える地域であったともいう。

### 沿革
- 1931年（昭和6年）10月1日 - 東区千種町の一部により、同区赤萩町として成立[1]。
- 1935年（昭和10年）2月15日 - 東区千種町の一部を編入する[1]。
- 1981年（昭和56年）9月13日 - 葵三丁目および筒井三丁目にそれぞれ編入され、消滅[1]。

## 交通
- 名古屋市道桜通線（桜通）[8]
- 名古屋市道錦通線（錦通）[8]
- 名古屋市道赤萩町線[8]
- 千種駅[8]

## 施設
- 東邦商業学校創立の地[8]
1924年（大正13年）創立より当地に校舎が置かれた[8]。
- 国鉄宿舎[8]